# Быстринский Голец
Бы́стринский Голе́ц, Бару́н-Ша́бартуй — горная вершина и памятник природы в Красночикойском районе Забайкальского края России. Высшая точка Хэнтэй-Даурского нагорья (2519 м).
Бурятское название гольца — Барун-Шабарта переводится как «западные грязи» или «левые грязи».
Быстринский Голец расположен на Чикоконском хребте. Название горы связано с тем, что с его склонов стекает река Быстрая. По соседству с горой находится скальное урочище, напоминающее развалины каменной крепости — Ламский Городок.
Повсеместны ледниковые формы рельефа. Реки, стекающие с горы, порожисты, есть водопады. В долинах, подпруженных моренами, находятся озёра. Годовая сумма осадков в верхних частях таёжного пояса по расчётам достигает 600—800 мм. Днища долин крупных рек до высоты 1400 м заняты лугами, ерниками, болотами. По южным крутым склонам до высоты 1600 м поднимаются степи. Местами с 1400 м начинается предгольцовое редколесье с кедровым стлаником. Кедры и первые следы соболей встречаются с высоты 1350 м. На этой высоте зимой перестают встречаться косули и волки. Верхнюю границу леса образуют кедрачи. Горная тайга распространяется до высоты 1700—1800 м. Выше 1900—2000 м господствуют гольцы.